# ボトリフ人
ボトリフ人（ボトリフじん、ボトリフ語: буйхади; アヴァル語: Балъхъал; ロシア語: Ботлихцы; 英語: BotlikhまたはBótligh , Botlig , BotlogあるいはBuikhatli）とは、ロシア連邦のダゲスタン共和国に居住する少数民族である。

## 概要
ダゲスタンのボトリフ地域に居住する民族で、北東コーカサス語族のダゲスタン語派、アヴァル・アンディ諸語に含まれるボトリフ語を話す。
ボトリフ人は文化的自治を認めるよう、地元政府に対し集会を行ったり請願書を提出してきたが、アヴァール人の一派（さらに細かく言うと、アヴァール人の一派であるアンディ人の一派）として分類されている。
6,000人ほどのボトリフ人のうち、母語であるボトリフ語を話すことができる人は約200人と言われている。